# Josep Ministral Agustí
Josep Ministral Agustí (Borrassà, Alt Empordà, 1945) és un pintor i escultor català.

## Biografia[1]
Neix a Borrassà, de família pagesa. Als dos anys la família es trasllada a viure a Figueres.
Treballant a l'establiment de la poetessa Pilar Nierga es relaciona amb artistes com Joan Sutrà, Joan Sibeques i Diego Torrent.
El 1968 ingressa a l'Escola Superior de Belles Arts Sant Jordi de Barcelona. Durant aquests anys compagina la seva formació artística amb activitats teatrals i musicals.
el 1972 estudia gravat a l'Escola de Belles Arts d'Olot i es trasllada a viure a Llers.
El 1975 assisteix a l'Escola Internacionalde Pintura de Mural contemporània al Monestir de Sant Cugat del Vallès.
Viatja per diversos països europeus per estudiar l'impressionisme.
Del 1971 al 1980 va participar en diversos concursos de pintura aconseguint més d'una trentena de premis com el Premi Raimond Maragall de pintura jove de la Sala Parés de Barcelona, el Premi Titto Cittadani de l Certamen Internacional de Pintura a Pollença i el Primer Premi Alt Maestrat a Terol.
Va ser membre fundador del Grup 69 d'art de Figueres. juntament amb artistes d'aquest grup va pintar el mural dedicat a Salvador Dalí, '5 visions dins l'espai empordanès', l'any 1984.
El 1985, juntament amb el músic Jaume Cristau, guanya el premi Barretina del setmanari 'Hora Nova' de Figueres, per la seva trajectòria artística.
Ha treballat en diversos esdeveniments ciutadans com les Fires i Festes de Santa Creu a la Rambla de Figueres (1986), a L'Escala participa en el muntatge escultòric de la flama olímpica amb motiu de les Olimpíades de Barcelona (1992) o en els 'Cubs Dalinians', homenatge a Salvador Dalí a la Rambla de Figueres (1999).
També ha treballat en la promoció i formació artística al Patronat de la Catequística de Figueres i en diverses escoltes i instituts d'ensenyament de la ciutat.

## Obra[2]
- 'Crist de l'olivera: el mural de Llers'. Figueres: Brau, 2014.
- Estarriol i Alsius, Assumpta. 'Entre tramuntana i garbí: poemes'. Il·lustracions: Josep Ministral. Figueres: Societat Coral ERato, 2013.
- 'Crist del Fluvià: el retaule de Bàscara'. Ajuntament de Bàscara; Figueres: Brau, 2009.
- 'Josep Ministral: passió pel color (catàleg de l'exposició)'. Figueres: Consorci del Museu de l'Empordà, DL, 2002.
- 'Dibuixos d'en Ministral'. Figueres: Casino Menestral Figuerenc, 1993.
- 'Ministral: obra 1971-1991: catàleg de l'exposició'. Girona: Generalitat de Catalunya, 1991.
- Lluch, Ernest. 'Una Teoria de l'Empordà'. Il·lustracions de Josep Ministral. Figueres: Edicions Federals, 1987.
- 'Josep Ministral: monografies vives'. Figueres: ART-3, DL 1982.
- Pont i Bosch, Manuel. 'L'Àngel de Nadal: poema'. Il·Lustracions de Josep Ministral i Agustí. Figueres: Editora Empordanesa, 1978.